# Ле Виле (Ређо Емилија)
Ле Виле је насеље у Италији у округу Ређо Емилија, региону Емилија-Ромања.
Према процени из 2011. у насељу је живело 213 становника. Насеље се налази на надморској висини од 327 м.